# Martin Frobisher
Sir Martin Frobisher (Wakefield, Yorkshire, 1535 o 1539 – Plymouth, 22 de novembre de 1594) va ser un mariner anglès que va fer tres viatges a l'Àrtida per buscar el Pas del Nord-oest. Totes les expedicions van arribar al nord-est del Canadà, al voltant de l'Illa Resolution i la badia de Frobisher i en elles va explorar les costes de l'illa de Baffin, l'estret de Hudson i la badia que porta el seu nom.
En el seu segon viatge, el 1576, Frobisher va trobar el que ell pensava era or i va portar 200 tones d'aquest mineral de tornada a casa en tres naus, on una valoració prèvia va determinar que s'obtindria un benefici de 5 lliures per tona. Encoratjat, Frobisher va tornar al Canadà amb una flota encara més gran i va excavar diverses mines al voltant de badia Frobisher. Va tornar amb 1.350 tones de mineral i, després d'anys de fosa, es van adonar que tant aquest lot de mineral com l'anterior no tenien cap valor, ja que va resultar ser pirita.
Va participar en l'expedició de pirateria de Francis Drake a Amèrica el 1585 i després en l'enfrontament contra l'Armada Invencible (1588). En reconeixement d'aquest servei va ser nomenat cavaller. Va ser ferit mortalment a Brest, donant suport a Enric IV de França contra la Santa Lliga de París i els espanyols.

## Infància
Martin Frobisher va néixer a Wakefield, Anglaterra i era el més jove de cinc germans. El seu pare era Bernard Frobisher i la seva mare Margaret York, membre d'una família noble de la petita localitat d'Altofts a la parròquia de Normanton, Yorkshire, Anglaterra. La família paterna descendia de John Frobysler (nascut al voltant del 1255), un escocès que va anar a lluitar per Eduard I d'Anglaterra en les guerres gal·leses i que en recompensa va rebre terres a Chirk, Flintshire, Gal·les del Nord.
La seva mare va enviudar molt aviat i Martin, a una primerenca edat, va ser enviat a una escola a Londres, on va estar a cura del seu oncle, Sir John York. El 1553 s'integrà en una expedició comercial a la costa de Guinea (Àfrica), de la qual va aconseguir sortir-ne viu, tot i que tres quartes parts de la tripulació moriren. A l'any següent, en una altra expedició a Guinea, va ser retingut com a ostatge per un cap africà durant diversos mesos abans de ser alliberat. Els anys que van seguir la tornada d'aquest viatge i fins a 1573, van veure créixer el seu prestigi i situació social, emprenent tot tipus d'aventures a l'empara de l'armada anglesa.
El 1565 ja se'l coneix com a capità Martin Frobisher i el 1571-72 servia per a la reina en les costes d'Irlanda. Frobisher va ser acusat de pirateria com a mínim tres vegades, tot i que els casos mai van arribar a judici. Es va casar el 1559.

## A la recerca del Pas del Nord-oest

### El primer viatge (1576)
Ja el 1560 o 1561 Frobisher havia pres la determinació d'emprendre un viatge a la recerca del Pas del Nord-oest, una nova ruta comercial a l'Índia i la Xina (coneguda en aquest moment com a Catai). Li va prendre quinze anys obtenir el finançament necessari per al seu projecte i fins a 1576 Frobisher no va aconseguir convèncer la Companyia de Moscòvia, un consorci de comerciants anglesos que anteriorment havia enviat diverses expedicions a buscar el pas del Nord-oest, perquè financés la seva expedició. Amb l'ajuda de Michael Lok, el director de la companyia, Frobisher va ser capaç de reunir el capital suficient per a tres vaixells: el Gabriel, construït expressament per a aquesta missió i capitanejat per Christopher Hall, el Michael, adquirit per a aquest viatge, i capitanejat per Owen Griffyn (ambdós aproximadament d'unes 20-25 tones cadascun), i una petita pinassa de deu tones. El total de les tripulacions estava formada per uns 35 homes. El cartògraf John Dee va passar la primavera en els vaixells instruint als oficials sobre com emprar els nous instruments que els permetrien orientar-se amb ajuda de la cosmografia i les matemàtiques.
Frobisher, almirall i pilot de la flota, va salpar el 7 de juny de 1576, per la ruta de les illes Shetland després d'haver rebut bons desitjos de la mateixa reina Elisabet I en creuar davant Greenwich. L'1 de juliol va aconseguir albirar la costa oriental de Groenlàndia. En una violenta tempesta la pinassa, amb els seus quatre homes, es va enfonsar i el Michael es va perdre. Amb tot, el Gabriel va aconseguir vorejar Groenlàndia i va emprendre rumb oest fins a veure terra el 28 de juliol, gairebé amb seguretat la costa de l'illa Resolution.
Uns dies més tard va arribar a la boca de badia de Frobisher i el gel i el vent li van impedir continuar el viatge en direcció nord. Frobisher va decidir navegar cap a l'oest pel pas, pensant que era un estret, fins a arribar al fons de la badia el 18 d'agost. Allà els membres de l'expedició van trobar alguns nadius inuits, desitjosos d'intercanviar carn i pells per vestimentes i quincalla. Van acordar amb un d'ells que els guiaria a través de la regió cap al mar de l'Oest, i Frobisher va enviar a cinc dels seus homes a terra amb aquest guia, amb instruccions de no apropar-se massa a la resta de nadius. Pel que sembla el van desobeir i els homes foren capturats, sense que mai més se'n sabés res més d'ells. Alarmat, va decidir emprendre el viatge de tornada, emportant-se un inuit com a ostatge. Frobisher va arribar a Londres el 9 d'octubre, sent rebut amb gran alegria i sorpresa, ja que se'ls donava com a desapareguts. Frobisher havia promès lliurar a Michael Lok la primera cosa que trobés d'interès, i havia portat amb ell una «peça d'una pedra negra». Es van fer estudis sobre la pedra per veure si s'hi podria obtenir or. Un italià anomenat Agnello creia que sí i a partir d'aquest informe els partidaris de Frobisher, dirigits per Michael Lok i la Companyia de Moscòvia, van pressionar a favor per tal de poder fer un altre viatge.

### El segon viatge (1577)
A l'any següent es va dur a terme una expedició molt més gran que la primera. La Reina va posar a disposició de la recentment creada Companyia de Catai l'Ayde, un gran vaixell de la Royal Navy de 200 tones i a més va contribuir amb 1.000 lliures en aquesta companyia. A la Companyia de Catai se li va concedir una carta de la corona en què se li donava el dret exclusiu de navegar en totes les direccions, excepte l'est, i en què Lok seria nomenat Governador i Frobisher Alt Almirall de totes les terres i aigües que poguessin descobrir.
El 27 maig de 1577 l'expedició, composta, a més de l'Ayde, novament pel Gabriel i el Michael, va partir de Harwich amb un complement total de 120 homes, entre ells miners, cavallers i soldats. Navegant pel nord d'Escòcia, vorejar Groenlàndia pel sud, sense poder-hi desembarcar per culpa del gel, van arribar a l'illa Hall, a la boca de la badia de Frobisher, el 17 de juliol. Uns dies més tard va prendre possessió solemnement, en nom de la reina, d'aquestes terres i de la part sud de la badia.
Va estar diverses setmanes recollint minerals, amb l'ajuda de cinc miners, però es va fer molt poc en l'objectiu inicial del descobriment de la nova ruta, ja que en aquests moments el principal era la recerca d'or. Frobisher va intentar, en va, recuperar els mariners segrestats en l'anterior viatge. El 23 de setembre arribaven a casa.
Frobisher va ser rebut i premiat per la reina al Castell de Windsor. Les aproximades 200 tones de mineral que es pensaven era or fou motiu de disputa entre els inversors de la Companyia de Catai per la rendibilitat que se li trauria.

### El tercer viatge (1578)
Mentrestant, la fe de la reina i d'altres es va mantenir ferma en la productivitat dels territoris recentment descoberts, als que ella mateixa va nomenar com a Meta Incògnita. Va resoldre enviar una expedició més gran que mai, amb totes les necessitats bàsiques per a l'establiment d'una colònia de 100 homes i Frobisher va ser novament l'encarregat de dirigir-la al capdavant de l'Aydé.
El 3 juny 1578 l'expedició, formada per quinze vaixells, deixà Harwich, i navegant pel Canal de la Mànega, el 20 de juny va arribar al sud de Groenlàndia, on Frobisher i alguns dels seus homes van fer terra i van prendre possessió d'ella en nom de la reina, anomenant-la «West England». El 2 de juliol, veiren la zona de la badia de Frobisher, però el temps tempestuós, els vents contraris i el perillós gel els van impedir arribar a terra i van causar el naufragi del Dennis, un veler de tres pals de 100 tones la tripulació del qual fou rescatada. La flota va ser obligada, sense adonar-se'n, a afrontar un nou estret (l'estret de Hudson) i després d'internar-se una seixantena de milles en aquest «estret erroni», Frobisher amb aparent desgana, ja que estava convençut de navegar cap a la Xina, va tornar cap enrere seguint els consells d'altres oficials (en especial, de James Beare, un capità que havia fet una carta de la costa en 1577, i Christopher Hall, el seu pilot en cap) i després de molts contratemps i separacions (un dels vaixells va desertar i va tornar rumb a Anglaterra), la flota va poder, per fi, ancorar en un petit braç interior de la badia de Frobisher, gairebé a finals de juliol, al que va batejar com estret de la comtessa de Warmick, en honor d'un dels membres del consell que havia aconsellat el seu viatge.
Es van fer diversos intents de fundar un assentament i embarcaren una gran quantitat de mineral, però les dissensions i el descontentament van impedir l'èxit de l'assentament, agreujat perquè la majoria de la fusta i material necessari per als nous edificis havia desaparegut amb el vaixell enfonsat. (Les restes d'aquest assentament van ser trobats en 1861-62 per l'expedició de Charles Francis Hall). El darrer dia del mes d'agost la flota va emprendre el seu retorn a Anglaterra, on va arribar a principis d'octubre. El mineral va ser portat a una foneria especialment construïda a Powder Mill Lane, Dartford (comtat de Kent). Malgrat els molts intents realitzats, l'or mai va aparèixer i no valgué la pena fondre el mineral, pel que va ser utilitzat en la construcció de les carreteres isabelines. Aquest va ser el final dels intents de Frobisher per aconseguir trobar el Pas del Nord-oest.

## Acció contra els espanyols (1580-1588)
Després del fracàs de la Companyia de Catai, Frobisher va continuar la seva carrera a la Royal Navy. Per la tardor de 1578 va participar en una campanya per sufocar una revolta a Irlanda i el 1580 va ser destinat com a capità d'un dels vaixells de la reina en prevenció dels plans d'Espanya d'ajudar a Irlanda en la seva resistència enfront de la invasió anglesa.
En 1585, va manar el Primrose, com a vice-almirall de Sir Francis Drake en una expedició de 25 vaixells a les Índies occidentals, de la qual van tornar l'any següent amb un botí pres als espanyols de més de 60.000 lliures. El 1587 va atacar Cadis i Jerez i es va emportar 3.000 bots de vi.
Poc després, el país es va veure amenaçat per la invasió de l'Armada Invencible i el nom de Frobisher va ser un dels quatre esmentats pel Lord Alt Almirall en una carta adreçada a la reina dels «homes de major experiència que té aquest regne ». Pels seus destacats serveis al Triumph, en la dispersió de l'Armada, Martin Frobisher va ser nomenat cavaller el 1588. Durant la primavera de 1589 va col·laborar amb Drake per fustigar els vaixells mercants espanyols, i va continuar creuant el Canal fins a 1590, en què va ser enviat al comandament d'una petita flota a la costa d'Espanya.

## Els seus últims anys
El 1591 va visitar la seva vila natal, Altofts, on es va casar amb la seva segona dona, una filla de Lord Wentworth, convertint-se al mateix temps en terratinent a Yorkshire i Notts. Amb tot, a aquesta nova vida al camp no li va trobar gaire plaer, per la qual cosa l'any següent es va fer càrrec de la flota enviada per Sir Walter Raleigh a les costes espanyoles.
El novembre de 1594, va ser encarregat d'una esquadra en el setge i auxili de Brest, quan va rebre una ferida de bala a Fort Crozon, una fortalesa en poder espanyol i per la mala atenció mèdica va morir dies més tard, el 15 de novembre, a Plymouth.